# Vladimír Lavický
Vladimír Lavický (13. března 1923, Třebíč – 19. prosince 1997, Třebíč) byl český malíř, grafik, básník, výtvarný kritik a publicista.
Ve výtvarné práci byl ovlivněn Otakarem Nejedlým, Imrichem Plekancem, Cyrilem Boudou a Jaroslavem Švábem. Do 21. srpna 1968 levicově orientován – poválečný člen Komunistické strany Československa. V roce 1971 byl z KSČ vyloučen za kontrarevoluční činnost v kultuře.

## Život
Mezi lety 1938 a 1941 byl Vladimír Lavický učněm v tiskárně Emanuela Čapka v Třebíči a od ledna 1941 byl členem třebíčské trampské osady „Miriam.“ Šerifem byl jeho bratr Jarda Lavický a osada jezdila pod hrad Kozlov na malý ostrov v řece Jihlavě, kterému se říkalo „Kamčatka.“ Trampská osada byla známá zejména pro svoji provozovanou sportovní činnost. V zimě se hrála hokej, přes léto opět míčové hry v podobě volejbalu a fotbalu a také se zde pěstoval box a zápas. Hybnou silou byl Vladimír Lavický, známý pod přezdívkou Indián a jeho žena Eliška, zvaná Saza.
Od roku 1941 (případně od roku 1938) do roku 1950 byl tiskařem v tiskárně Emanuela Čapka v Třebíči. Od roku 1950 byl úředníkem v Instalačních závodech v Třebíči, od roku 1955 pak byl vedoucím úředníkem organizace Svazarm v Třebíči a v roce 1958 pak byl kulturním pracovníkem Osvětového domu v Třebíči. Mezi lety 1959 a 1963 pak Osvětový dům v Třebíči vedl, od roku 1963 pak byl knihovníkem v Okresní knihovně v Třebíči, kdy knihovnu pak od roku 1968 do roku 1970 také vedl. Mezi lety 1971 a 1983 pracoval jako reklamní výtvarník a aranžér ve firmě Restaurace a jídelny Třebíč a od roku 1988 do roku 1989 byl externím učitelem v Lidové škole umění v Náměšti nad Oslavou.

### Umělecký život
Mezi lety 1942 a 1945 studoval kresbu a malbu v kurzu Decart v Praze, v té stejné době pak také soukromě studoval u akademického malíře Imricha Plekance v Třebíči. V roce 1959 pak soukromě studoval u prof. Antonína Kybala v Praze a v Ptáčově u Třebíče. V roce 1960 spolu s Jiřím Novosadem, spolužákem Vítězslava Nezvala na Gymnáziu v Třebíči, založili Nezvalovu Třebíč – Festival moderní poezie. Na podzim roku 1968 sestavil protiokupační sborník z děl českých básníků Hle, žezlo veršů – frontispice od národního umělce Cyrila Boudy, ten vydala Okresní knihovna v Třebíči, kterou v tu dobu vedl, byl nástupcem dlouholetého ředitele Františka Křesťana. O rok později pak sestavil sborník Hle, žezlo veršů označen normalizačním režimem za nejvýraznější projev kontrarevoluce v kultuře na Třebíčsku a v roce 1970 redigoval Kulturní kalendář města Třebíče – Třebíč´70. V tomtéž roce získal První cenu za grafiku na Krajské výstavě amatérské výtvarné tvorby v Prostějově. V roce 1971 pak redigoval Kulturní zpravodaj města Třebíče – Třebíč´71 a v téže roce byl vyloučen z KSČ a byl tak vyloučen z veřejného kulturního života, dalších šestnáct let nevystavoval a nepublikoval. V tomto roce se také stal členem výtvarné skupina Konfese v Brně, později tvořil v ústraní a to až do roku 1986, v roce 1972 se však stal členem skupiny Integrace v Brně. V roce 1987 se pak vrátil se k veřejnému vystupování autorskou výstavou v Třebíči.

## Tvorba
Ve 40. letech 20. stol. vytvořil na čtyři sta komorních krajinářských akvarelů, z nichž vyzařuje okouzlení přírodou a započal tvorbu volné grafiky – linoryt a dřevořez. Volnou grafikou se však zabýval šířeji až od počátku 70. let – suchá jehla. Vedle realistických grafických přepisů námětů ze skutečnosti orientoval se na autorský tisk fantastických krajin a vegetace. V krajinářských olejomalbách byl vzdálen popisu objektivní skutečnosti, vynikají barevným scelením tvarů kompozičních jednotlivostí a náladou vystupující z nitra motivu. Na konci 60. let otevřel se před ním svět fantazie. I když nikdy definitivně neopustil realistickou krajinářskou malbu, imaginativní kolážová tvorba, a pak i tvorba alchymážová a dekalková, cele saturovala jeho kreativitu. Vznikla početná série imaginativních krajin a portrétů v duchu Maxe Ernsta. Později se přiklonil k českému imaginativnímu umění, v jehož obraznosti nacházel velkou míru lyričnosti, jež mu byla vždy blízká. Soupis tvorby Vladimíra Lavického obsahuje na 900 maleb, grafických listů a komorních prací na papíře. Většina z nich nebyla dosud vystavena. V roce 1993 opožděně vyšla v nakladatelství Arca JiMfa Třebíč sbírka básní Vladimíra Lavického s titulem Na paletě krajin, napsaná v roce 1946.
Jeho tvorba je zastoupena ve sbírkách Armádního muzea Žižkov, v Muzeu Vysočiny v Třebíči, v Městském muzeu a galerii v Dačicích a v soukromých sbírkách v Německu, Rakousku, Švédsku a v USA.

## Editorská a kurátorská činnost
- Od počátku 60. let uspořádal a redakčně zpracoval na šedesát básnických sborníků, publikací o regionální literatuře, bibliofilií a upomínkových tisků. Nejvýznamnější je bibliofilie Vítězslav Nezval: Pět minut za městem, s původními linoryty Jaroslava Švába – v roce 1970 vydala Okresní knihovna v Třebíči
- V letech 1962–1971 uspořádal v Třebíči na 60 výstav z tvorby českých a slovenských výtvarných umělců. K většině napsal úvodní text do výstavního katalogu – Roman Havelka, Vlastimil Toman, Josef Liesler, Jaroslav Šváb, Karel Müller, Bedřich Vaníček, Jiří Švengsbír, Cyril Bouda, Alois Moravec, Jiří Dvořák, Imrich Plekanec a další.

## Výstavy
První autorskou výstavu měl v roce 1970 ve Žďáru nad Sázavou, další v letech 1971 až 2000 ve Zlíně, Düsseldorfu (Spolková republika Německo), vícekrát v Třebíči, Dačicích, Náměšti nad Oslavou. V roce 2017 probíhá v Galerii Ladislava Nováka výstava Alchymáže a Koláže, kdy jsou vystavena díla Vladimíra Lavického ze sbírky Dagmar Benešové a Jana Dočekala. Výstava je uspořádána ke 20. výročí od úmrtí Vladimíra Lavického.
V roce 1970 obdržel 1. cenu na krajské soutěži zájmové umělecké činnosti v Prostějově.